# Нечаев, Алексей Петрович
Алексей Петрович Нечаев (род. 20 июня 1930, СССР) — советский и российский химик, доктор технических наук (1972), профессор, заслуженный деятель науки Российской Федерации. Один из ведущих специалистов в области пищевой химии, липидологии, технологии жиров и биологически активных добавок.

## Биография
В 1953 году окончил Московский технологический институт пищевой промышленности (МТИПП) по специальности «Технология и синтез витаминов». После окончания вуза работал инженером, начальником цеха, главным технологом на Щёлковском и Йошкар-Олинском витаминных заводах. B 1959 году поступил в аспирантуру МТИПП. Кандидат технических наук (1965), доктор технических наук (1972). C 1965 года — заведующий кафедрой органической химии, затем органической и пищевой химии в МТИПП (позднее — Московский государственный университет пищевых производств, МГУПП). Также занимал должности декана и проректора по научной работе.

## Научная деятельность
Основатель научных школ по липидологии и пищевой химии. Автор более 800 научных публикаций, свыше 60 патентов и авторских свидетельств, а также более 30 учебников и монографий. Научные интересы включают:- каталитическую и ферментативную модификацию липидов;- синтез пищевых эмульгаторов;- анализ и безопасность пищевых компонентов;- разработку биологически активных добавок;- методологию нутрицевтики

## Педагогическая деятельность
Под его научным руководством защищено более 80 кандидатских и 15 докторских диссертаций. Многие ученики Нечаева возглавляют кафедры и исследовательские подразделения в России и за рубежом.

## Общественная деятельность
С 2001 по 2016 год — президент Союза производителей пищевых ингредиентов (СППИ), с 2017 года — почётный президент организации. Участвовал в разработке технических регламентов и стандартов (ГОСТ, ТР ТС) в сфере пищевой безопасности. Член редколлегий и экспертных советов научных журналов и государственных комитетов в области химии и пищевой промышленности.

## Награды и звания
- Заслуженный деятель науки РФ
- Отличник высшего образования
- Заслуженный деятель науки и техники Российской Федерации
- Лауреат медалей ВДНХ
- Профессиональные и ведомственные награды в области науки, образования и пищевой технологии

## Современная деятельность
По состоянию на 2025 год продолжает научно-консультационную деятельность в МГУПП и СППИ, участвует в конференциях и публикует обзорные статьи.